# Электра (океанида)
Эле́ктра (др.-греч. Ἠλέκτρα) — персонаж древнегреческой мифологии, океанида, дочь Океана и Тефиды, супруга Тавманта, от которого у неё родились вестница богов Ирида и гарпии Аэлло и Окипета. Также мать Гидаспа.
В гомеровском гимне её перечисляют среди спутниц игр Персефоны. Согласно Клавдиану, Электра — кормилица Персефоны .